# Ixias clarki
Ixias clarki är en fjärilsart som beskrevs av Andrej Nikolajewitsch Avinoff 1926. Ixias clarki ingår i släktet Ixias och familjen vitfjärilar. Inga underarter finns listade i Catalogue of Life.